# کن ایشیکاوا
کن ایشیکاوا (ژاپنی: 石川 研؛ زادهٔ ۶ فوریهٔ ۱۹۷۰) یک بازیکن فوتبال اهل ژاپن است.
از باشگاه‌هایی که در آن بازی کرده‌است می‌توان به باشگاه فوتبال ناگویا گرامپوس، باشگاه فوتبال وگالتا سندای، باشگاه فوتبال میتو هولیهوک و باشگاه فوتبال جف یونایتد چیبا اشاره کرد.